# Intercity 125

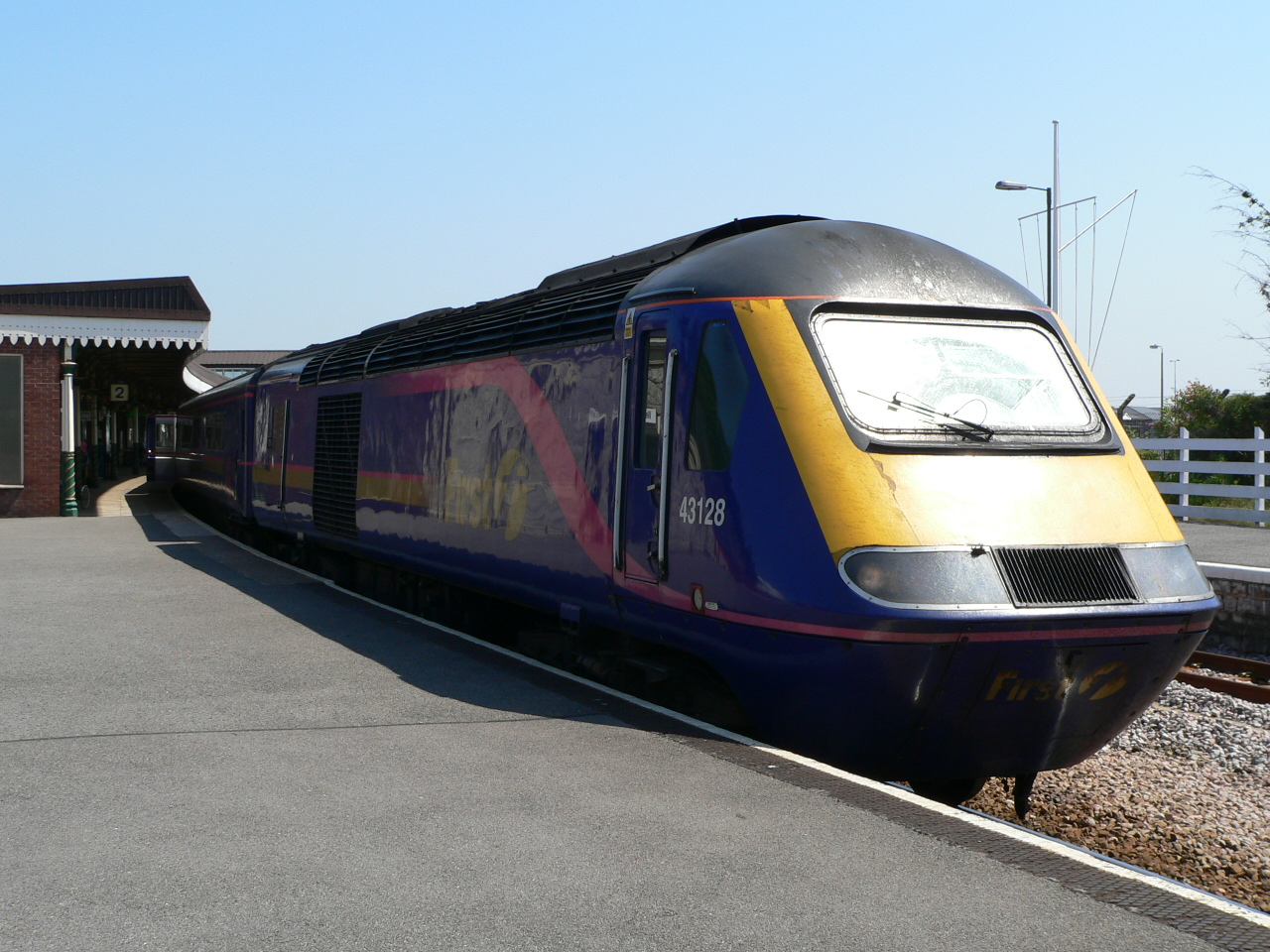
Class 43 locomotief, onderdeel van een HST, in dienst bij First Great Western in 2005

Intercity 125 was de commerciële aanduiding van een Brits type hogesnelheidstrein, in dienst gesteld vanaf 1976. Het treinstel bestaat uit twee dieselmotorwagens aan de kopeinden, en een aantal (normale) rijtuigen daartussen. De naam is afgeleid van de maximumsnelheid in de normale dienstregeling: 125 mijl per uur (200 km/u). Het materieel wordt ook aangeduid als High Speed Train of HST; naar het publiek toe werd (in het tijdperk voorafgaande aan de privatisering van British Rail) de naam Intercity 125 (aanvankelijk Inter-City 125) gebruikt.

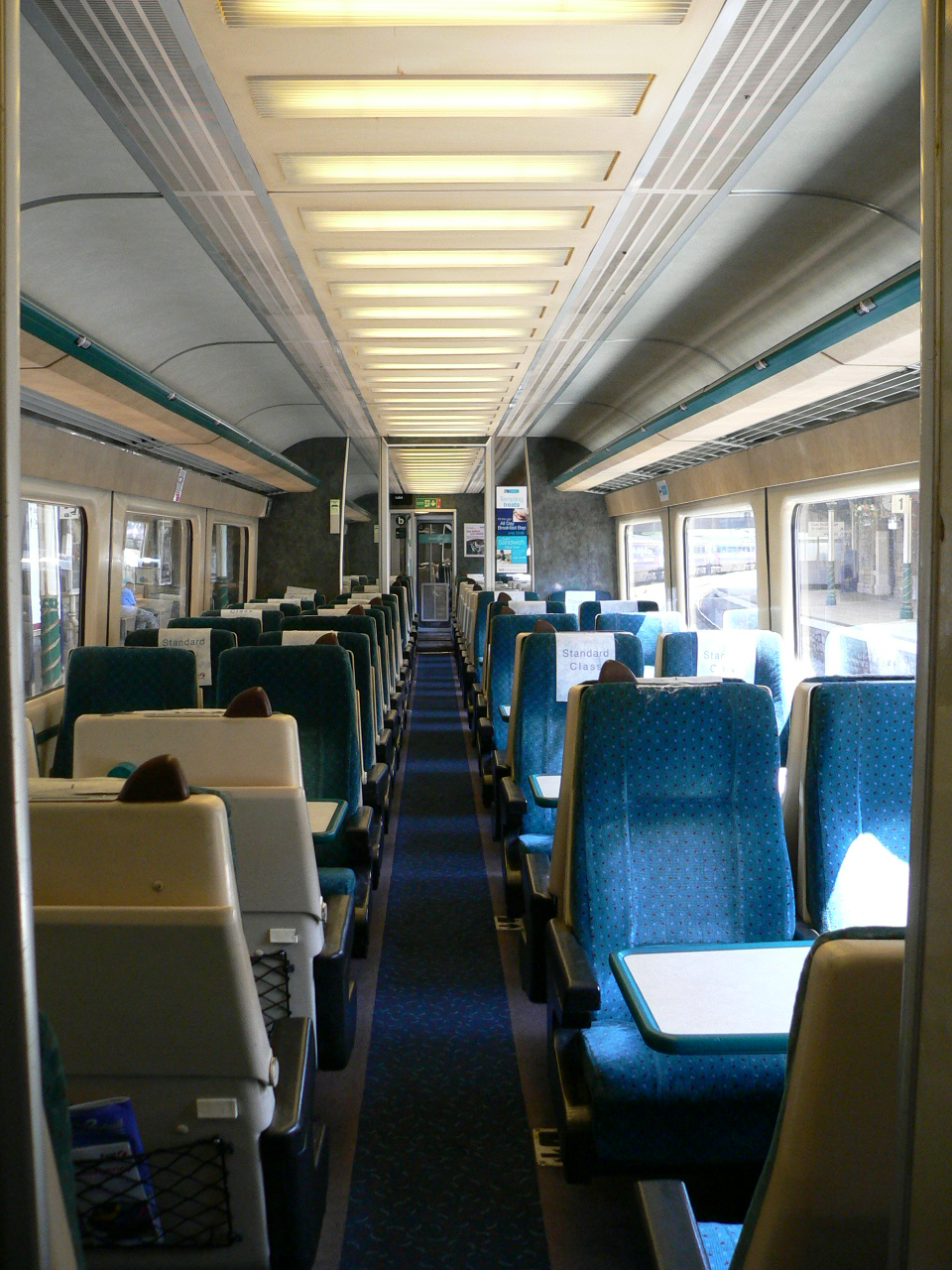
Interieur Mk3-rijtuig

Intern hebben de locomotieven de type-aanduiding Class 43 en de rijtuigen de type-aanduiding Mk3. De complete stammen staan bekend als Class 253 en als Class 254.
Dit type materieel werd ontwikkeld als een "noodoplossing" toen bleek dat de elektrische Advanced Passenger Train met niet te verhelpen technische problemen kampte. De Intercity 125 is daarentegen technisch en commercieel een succes gebleken, en heeft steun kunnen bieden aan het (door bezuinigingen, tekortschietende punctualiteit en stakingen) aangetaste imago van British Rail. Het materieel begint rond 2010 het einde van zijn technische levensduur te bereiken.
De normale samenstelling bestaat uit acht of negen rijtuigen met aan beide zijden een locomotief, die echter asymmetrisch gevormd is en aan de achterzijde aansluit op het rijtuig, zodat het optische en aerodynamische effect van een treinstel wordt verkregen. Iedere locomotief heeft een vermogen van 1678 kW.
Het prototype van de HST is houder van het wereldsnelheidsrecord voor dieselmaterieel met een snelheid van 238 km/u, behaald in 1987.

## Inzet
Het materieel werd geïntroduceerd op de route London Paddington - Bristol/Wales, waarna ingebruikname op de route London King's Cross - Edinburgh (de East Coast Main Line) volgde. Voorts werd het gebruikt op de route London Paddington - Cornwall.
Na de privatisering van British Rail zijn deze treinstellen overgegaan naar diverse maatschappijen, waar ze in 2009 nog in dienst waren. De aanduiding Intercity 125 wordt niet meer gehanteerd.